# Troldmåne
Troldmåne er bind 36. i serien Sagaen om Isfolket af den norske forfatter Margit Sandemo. 
Bogserien blev udgivet fra 1982 til 1989, som er en familiesaga, der følger slægten Isfolket gennem århundreder.

## Handlingen
Christa Lind af Isfolket, som er udvalgt til at føde Isfolkets helt specielle barn, som på et tidspunkt skal tage kampen op mod den onde Tengel. Christas stedfar, Frank Monsen, har opdraget Christa til at være noget selvudslettende og hun har brugt det meste af sit liv på at opvarte ham og på at tjene kirken. Christas stedfar ønskede at Christa skulle gifte sig med den noget ældre enkemand Abel, som allerede har 7 sønner. Christa ser dog en dag en ung mand, som hedder Linde-Lou. Han er dog noget mystisk og tilsyneladende er der ikke rigtig nogle af de lokale der kender til ham. Men der findes en populær skillingsvise om ham, der fortæller en tragedie, hvor han to søskende blev dræbt. Christa er også meget ked af at hendes stedfar afholder hende fra at opsøge sin familie af Isfolket, men kan alligevel ikke helt lade være med at have kontakt. Men i takt med at Christa og Linde-Lou knytter sig tættere sammen, begynder der at ske mærkelig dødsfald, hvor Frank er et af ofrene.
Til sidst opdager Christa, at Linde-Lou i virkeligheden er et genfærd og står bag dødsfaldene for at bringe sandheden bag hans eget og hans søskendes død frem i lyset. Det viser sig også, at Linde-Lou var en ældre halvbror af Christas mor Vanja, hvilket gør at et forhold mellem dem er helt umuligt.
Christa gifter sig så med Abel og får sønnen Nataniel. Linde-Lou bliver udpeget til at vogte over drengen.

## Hovedpersoner
- Christa Lind af Isfolket
- Frank Monsen
- Abel Gard
- Linde-Lou (Louis)

### Fødsler/dødsfald
- Født: Nataniel Gard af Isfolket
- Død: † Frank Monsen